# Plants for a Future
Plants For A Future (PFAF; Plantes per a un Futur) és una organització anglesa sense ànim de lucre que es pot consultar en línia a internet, que tracta de les plantes, de les regions temperades, comestibles i amb alguna utilitat econòmica. Aquesta organització posa l'èmfasi en les plantes perennes. Disposa de dos llocs a Anglaterra on es cultiven moltes d'aquestes plantes.
Aquest web conté una base de dades amb unes 7.000 espècies de plantes que puguin créixer al Regne Unit, les dades es poden usar en línia de franc o descarregar-se per un preu mòdic.

## Publicacions
- Fern, Ken. Plants for a Future: Edible and Useful Plants for a Healthier World. Hampshire: Permanent Publications, 1997. ISBN 1-85623-011-2.